# Voy a pasármelo bien
Voy a pasármelo bien es una película de comedia musical hispano-mexicana de 2022 dirigida por David Serrano. Lleva el nombre del álbum homónimo de Hombres G, presenta canciones de la mencionada banda. Está protagonizada por Raúl Arévalo, Karla Souza y Dani Rovira.

## Sinopsis
La ficción está ambientada en Valladolid. Inicialmente ambientada en 1989, la trama presenta a dos preadolescentes unidos por su amor por Hombres G que se reencuentran décadas después, cuando Layla, convertida en una cineasta de éxito, visita su ciudad natal.

## Elenco
- Raúl Arévalo como David adulto
  - Izán Fernández como David niño
- Karla Souza como Layla adulta
  - Renata Hermida Richards como Layla niña
- Dani Rovira como Paco Perona adulto[4]
  - Rodrígo Díaz como Paco Perona niño[5]
- Raúl Jiménez como Luis adulto
  - Rodrigo Gibaja como Luis niño
- Jorge Usón como Fernando "el Cabra" adulto
  - Michel Herráiz como Fernando "el Cabra" niño
- Teresa Hurtado de Ory como Almudena adulta[6]
  - Gabriela Soto como Almudena niña
- Javier García Montero como Maroto
- Olaya Menéndez como Silvia
- Isabel Aerenlund[7] como madre de Layla

- Con la colaboración especial de:
  - Miguel Rellán

## Producción
El guion fue escrito por David Serrano junto a Luz Cipriota. Una coproducción hispano-mexicana, la película fue producida por El Estudio y Sony Pictures International Productions junto a Les Parapluies Rochefort AIE y Paraíso Torres de Satélite. La película también contó con el apoyo de la Valladolid Film Office. La producción comenzó a filmarse el 6 de agosto de 2021. El rodaje tuvo lugar en España, incluidas Valladolid y Guadalajara.

## Lanzamiento
Distribuida por Sony Pictures Entertainment Iberia, la película se estrenó en cines en España el 12 de agosto de 2022. Amazon Prime Video (en exclusividad durante los primeros cinco años) y RTVE se hicieron con los derechos de streaming para la ventana post-cine. Recaudó 2,1 millones de euros en la taquilla española, lo que lo convierte en el noveno estreno español más grande en 2022.

## Recepción
Según el sitio web de agregación de reseñas Rotten Tomatoes, la película tiene un índice de aprobación del 100% basado en 5 reseñas de críticos, con una calificación promedio de 7,3/10.
Federico Marín Bellón de ABC calificó la película con 4 sobre 5 estrellas, escribiendo que Serrano (junto a Cipriota), logra "componer una historia llena de buen gusto y ganas de pasar un buen rato".